# بروساسکو
بروساسکو (به ایتالیایی: Brossasco) یک کومونه در ایتالیا است که در استان کونیو واقع شده‌است.

## خصوصیات
بروساسکو ۲۸٫۲ کیلومترمربع مساحت و ۱٬۱۱۱ نفر جمعیت دارد و ۶۰۶ متر بالاتر از سطح دریا واقع شده‌است.